# محمد شاهی عربلو
محمد شاهی عربلو (زادهٔ ۱۳۴۲ در هشترود) نمایندهٔ حوزهٔ انتخابیهٔ رباط کریم در دورهٔ هفتم مجلس شورای اسلامی بوده‌است.